# Heteropoda speciosus
Heteropoda speciosus este o specie de păianjeni din genul Heteropoda, familia Sparassidae. A fost descrisă pentru prima dată de Pocock, 1898. Conform Catalogue of Life specia Heteropoda speciosus nu are subspecii cunoscute.